# Renault Energy-motor
Renault Energy-motoren er en firecylindret benzinmotor fra Renault, introduceret i 1988 sammen med Renault 19.

## ExF
ExF har et slagvolume på 1,2 liter (1171 cm³).
- Applikationer:
- E5F
  - Renault Clio 1991−1997
  - Renault Twingo 1994−1997

- E7F
  - Renault 19 1988−1990
  - Renault Clio 1991−1997
  - Renault Twingo 1994−2003

## ExJ
ExJ har et slagvolume på 1,4 liter (1390 cm³).
Applikationer:
- E6J
  - Renault 19 1988−1995
  - Renault Clio 1991−1997

- E7J
  - Renault Extra 1989−
  - Renault 19 1988−2000
  - Renault Clio 1991−1997
  - Renault Mégane 1996−1999
  - Renault 9 1998−1999
  - Renault Clio 1997−2001
  - Dacia SuperNova 2000−2003
  - Dacia Solenza 2003−2005